# Jean-Paul de Lascaris de Castellar
Jean-Paul de Lascaris de Castellar, ook wel Juan de Lascaris de Castellar genoemd, (1560-1657) was grootmeester van de Orde van Malta van 1636 tot aan zijn dood in 1657. Hij volgde in 1636 Antoine de Paule op als grootmeester. 

## Biografie
Onder zijn leiding verkreeg de Orde ook enkele eilanden in de Antillen, hiervoor betaalde hij via zijn gouverneur Phillipe de Longvilliers 120.000 Livre. Tot die eilanden behoorde ook Sint-Maarten. De macht van de orde in de Nieuwe Wereld, was niet groot. Gouverneur de Longvilliers trok totaal zijn eigen plannen. Daarnaast liet De Lascaris verschillende wachttorens op Malta bouwen, waaronder Saint Agatha's Tower. Het geld van de bouw van deze torens was door middel van belasting afkomstig van de Maltese bevolking. Het maakte hem impopulair als leider en de Maltese uitdrukking "wicc laskri" wordt gebruikt om iemand mee aan te duiden die een somber en smerig uiterlijk heeft. In 1657 stierf De Lascaris en werd  opgevolgd door Martín de Redín.